# 趙炯基
趙炯基（1958年10月15日—），韓國男演員。已故演員趙敏基是其堂弟。

## 演出作品

### 電視劇
- 1994年：MBC《媽媽的海》
- 1994年：KBS《尋找掩藏的圖片》
- 1994年：MBC《愛全為你》
- 1994年：KBS《人間的地》
- 1995年：SBS《沙漏》
- 1995年：MBC《酒店》
- 1996年：MBC《不離婚的理由》
- 1997年：SBS《OK牧場》
- 1999年：MBC《愛情與成功》
- 1999年：KBS《士官與紳士》
- 2001年：SBS《鋼琴》
- 2002年：SBS《明朗少女成功記》飾演 陽順父
- 2002年：SBS《野人時代》
- 2003年：SBS《酒之國》
- 2004年：MBC《小姐和阿姨的關係》
- 2004年：SBS《愛在哈佛》
- 2005年：SBS《餅乾老師星星糖》
- 2005年：MBC《我們結婚吧》
- 2006年：MBC《姊姊》飾演 秀亞父
- 2011年：MBC《最佳愛情》
- 2011年：KBS《間諜明月》飾演 韓羲福
- 2012年：SBS《拜託了，機長》飾演 姜八峰
- 2015年：MBC《女王之花》飾演 許尚值

### 電影
- 1988年：《幼芽》
- 1988年：《女人天下》
- 1989年：《士兵日記》
- 1989年：《玫瑰裡的毒蛇》
- 1990年：《南部軍》
- 1990年：《黑雪》
- 1990年：《去往青鬆的路》
- 1990年：《處刑警察》
- 1990年：《五歲庵》
- 1992年：《白白教》
- 1993年：《뽕띠》
- 1993年：《紅磨坊》
- 1993年：《特警冤家》
- 1994年：《殺妻秘笈》
- 1995年：《髮型師》
- 1996年：《忠武路堂吉訶德》
- 1996年：《Bbong》
- 1996年：《特警冤家2》
- 1997年：《Change》
- 2000年：《Libera Me》
- 2002年：《Dig Or Die》
- 2005年：《The Twins》
- 2006年：《登無等山的朴興淑》
- 2007年：《麻婆島2》
- 2009年：《清潭菩薩》

## 獲獎
- 1989年：MBC演技大賞－男子優秀演技獎
- 2006年：MBC演藝大賞－PD獎
- 2007年：SBS演藝大賞－PD獎
- 2007年：MBC演藝大賞－Show Variety部門 最優秀獎
- 2008年：MBC演藝大賞－友情獎
- 2009年：MBC演藝大賞－綜藝節目部門 特別獎
- 2010年：MBC演藝大賞－友情獎
- 2011年：MBC演藝大賞－友情獎

## 外部連結
- 官方网站
- NAVER搜索